# Sanchez Peak
Der Sanchez Peak ist ein 2800 m hoher Berg im westantarktischen Ellsworthland. Im südlichen Teil der Sentinel Range des Ellsworthgebirges ragt er 4 km östlich des Mount Craddock aus einem Gebirgskamm des Craddock-Massivs auf, der sich ostwärts in Richtung des Mount Osborne erstreckt.
Das Advisory Committee on Antarctic Names benannte ihn nach 2006 nach dem US-amerikanischen Physiker Richard D. Sanchez, der im Rahmen des United States Antarctic Program der an der Auswertung von Fernerkundungs- und GPS-Daten unter Verwendung des Geoinformationssystems für die Erstellung von Landkarten über Antarktika beteiligt war.